# Paladium '86
Paladium '86 es el tercer álbum en vivo de la banda argentina de hard rock y heavy metal Riff, publicado originalmente en 1995.

## Detalles
El álbum apareció en 1995 en CD, en una edición fantasma, con número de catálogo pero sin sello discográfico visible. 
Fue remasterizado y relanzado por el sello GLD en 2005, incluyendo una pista adicional interactiva grabada en vivo en el Estadio de River Plate en 1996, antes de un concierto de AC/DC.
Este disco recoge la segunda noche de los conciertos dados por Riff en la discoteca Paladium, en 1986, la primera noche está documentada en el álbum en vivo Riff 'n Roll, de 1987.
La canción "Insoluble" (original de Pappo's Blues) es en realidad "Desconfío", pero por un error de edición quedó con ese nombre.

## Lista de canciones
| N.º   | Título                                | Escritor(es)           | Duración |  |
| 1.    | «No detenga su motor»                 | Pappo                  | 4:12     |  |
| 2.    | «Necesitamos más acción»              | Pappo                  | 3:15     |  |
| 3.    | «Fuera de mí»                         | Pappo                  | 3:23     |  |
| 4.    | «Nacido para ser así»                 | Vitico                 | 4:50     |  |
| 5.    | «Desconfío» (mal llamada "Insoluble") | Pappo                  | 4:31     |  |
| 6.    | «No me fue muy bien en el extranjero» | Vitico                 | 3:17     |  |
| 7.    | «Duro invierno»                       | Pappo                  | 2:52     |  |
| 8.    | «Mucho por hacer»                     | Vitico                 | 6:03     |  |
| 9.    | «Macadam 3,2,1,0»                     | Pappo, Michel Peyronel | 5:05     |  |
| 10.   | «Susy Cadillac»                       | Pappo, Michel Peyronel | 4:15     |  |
| 41:46 |                                       |                        |          |  |

Edición GLDBonus track en video (grabado en vivo en el estadio de River Plate el día 19.10.96)
| N.º | Título                     | Escritor(es)            | Duración |  |
| 11. | «Mal romance»              | Vitico, Michel Peyronel |          |  |
| 12. | «Pantalla del mundo nuevo» | Michel Peyronel         |          |  |

## Créditos
- Pappo - Guitarra líder y voz
- JAF - Voz y guitarra rítmica
- Vitico - Bajo y voz
- Oscar Moro - Batería y percusión

Músicos invitados
- Celeste Carballo - Coros
- Willy Crook - Saxo
- Luis Millán - Armónica